# 温室効果ガス

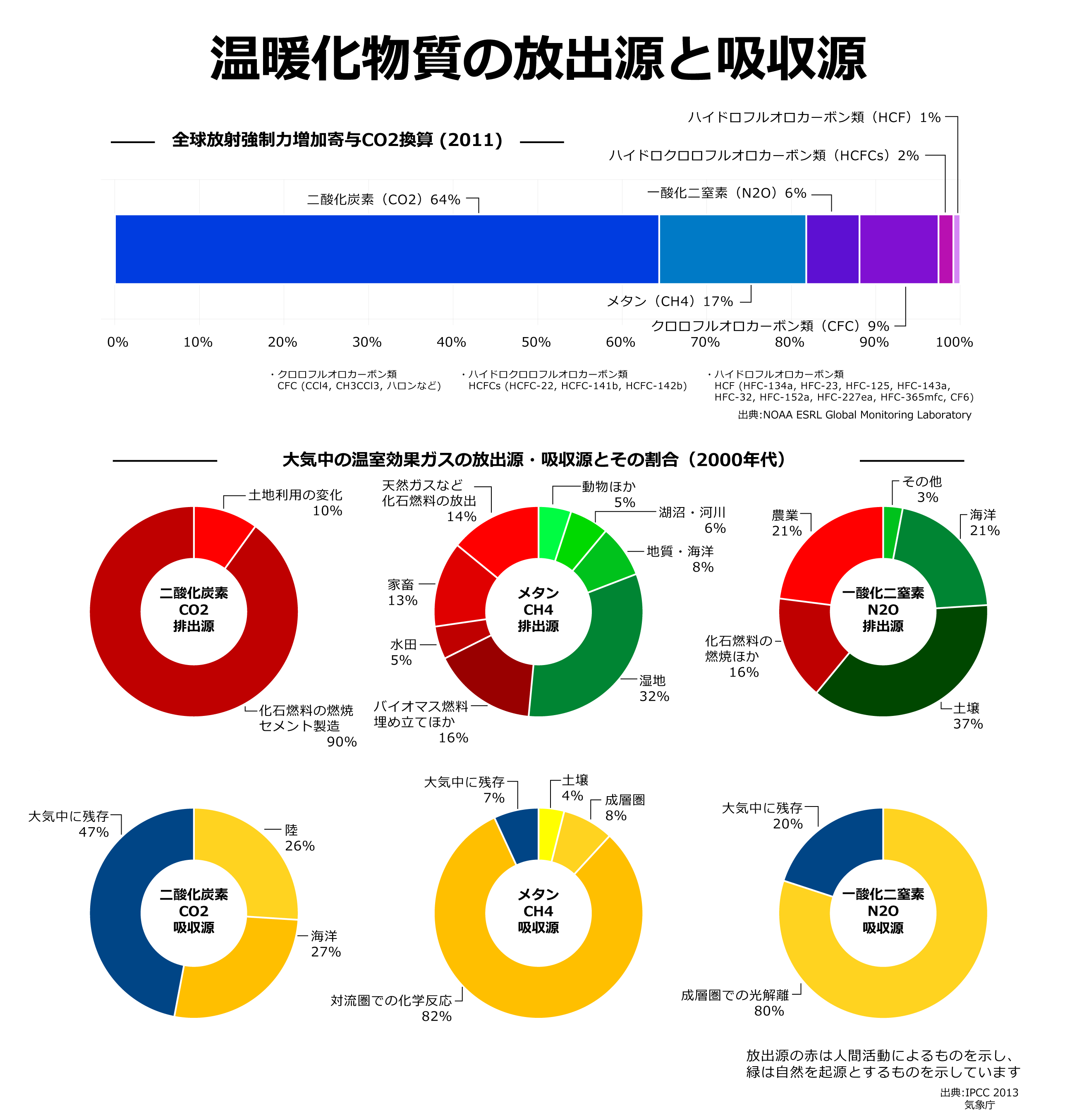
温室効果ガスの比率（2011）と放出源及び吸収源（2000年代）

温室効果ガス（おんしつこうかガス、英: greenhouse gas、GHG）とは、大気圏にあって、地表から放射された赤外線の一部を吸収することにより、温室効果をもたらす気体のことである。水蒸気、二酸化炭素、メタン、一酸化二窒素、フロンなどが温室効果ガスに該当する。近年、大気中の濃度を増しているものもあり、地球温暖化の主な原因とされている。

## 概要
京都議定書における排出量削減対象となっていて、環境省において年間排出量などが把握されている物質としては、二酸化炭素 (CO2)、メタン (CH4)、亜酸化窒素（N2O、＝一酸化二窒素）、ハイドロフルオロカーボン類 (HFCs)、パーフルオロカーボン類 (PFCs)、六フッ化硫黄 (SF6) の6種類がある。
IPCC第4次評価報告書では、人為的に排出されている温室効果ガスの中では、二酸化炭素の影響量が最も大きいと見積もられている（地球温暖化の原因を参照）。二酸化炭素は、石炭や石油の消費、セメントの生産などにより大量に大気中に放出されているといわれる。これに対する懐疑論も一部見られるが、多くは科学的論拠によって反論されている。また気候変動が世界各地で顕在化していることなどから、温暖化の主要因として相関性の高さが問われ、さらに悪化傾向が懸念されている。2015年、環境省などが温室効果ガス観測技術衛星「いぶき」の観測データから、2016年中にも推定経年平均濃度が温暖化の危険水準である400ppmを超えてしまうと報告した。2024年、人工衛星いぶきによる全大気平均の二酸化炭素濃度の年増加量が2011年以降で最大の3.5 ppm/年となり、全大気平均濃度が421 ppmを超えたことが報告された。
水蒸気も温室効果を有し、温室効果への寄与度も最も多い。蒸発と降雨を通じて、熱を宇宙空間へ向かって輸送する働きも同時に有する。人為的な水蒸気発生量だけでは、有為な気候変動は発生しないが、全体的には上記のような物質が気候変動の引き金となり、水蒸気はその温暖化効果を増幅するとされる（地球温暖化の原因#影響要因としくみを参照）。この水蒸気の働きの一部だけを捉えて温暖化に対する懐疑論を主張する者も一部いる（地球温暖化に対する懐疑論#水蒸気を参照）。
バラク・オバマ政権でのアメリカ合衆国環境保護庁は2009年、温室効果ガスが公衆衛生と公共の福祉を脅かす汚染物質であると宣言した。

## 地球温暖化係数
地球温暖化係数（ちきゅうおんだんかけいすう、英: global warming potential、GWP）とは二酸化炭素を基準に、各種気体が大気中に放出された際の濃度あたりの温室効果の100年間での平均強度を比較して表したものである。2016年10月15日、キガリで採択された、オゾン層を破壊する物質に関するモントリオール議定書の改正（モントリオール議定書2016年改正）で、「百年地球温暖化係数」として再定義された。以下の表の数値が汎用されているが上述どおりこれはあくまで100年間スケールであり、現在進行中の地球温暖化に直接かかわる直近数年間での値ではないことに留意する必要がある。例えばメタンは太陽光存在下大気中では徐々に分解されるので、その温暖化効果は次第に減衰していくがその半減期は約12年であり、したがって直近数年間での実際の温暖化効力は下の表にある28よりもはるかに大きく、20年スケールでさえ84-87にもなる。
| 気体名                                                   | 地球温暖化係数（100年間） | （参考）施行令改正前の値 |
| -------------------------------------------------------- | ------------------------- | ------------------------ |
| 二酸化炭素                                               | 1                         | 1                        |
| メタン                                                   | 28 （20年間では84-87）    | 21                       |
| 一酸化二窒素（亜酸化窒素）                               | 298                       | 310                      |
| トリフルオロメタン（HFC-23）                             | 14,800                    | 11,700                   |
| ジフルオロメタン（HFC-32）                               | 675                       | 650                      |
| フルオロメタン（HFC-41）                                 | 92                        | 150                      |
| 1,1,1,2,2-ペンタフルオロエタン（HFC-125）                | 3,500                     | 2,800                    |
| 1,1,2,2-テトラフルオロエタン（HFC-134）                  | 1,100                     | 1,000                    |
| 1,1,1,2-テトラフルオロエタン（HFC-134a）                 | 1,430                     | 1,300                    |
| 1,1,2-トリフルオロエタン（HFC-143）                      | 353                       | 300                      |
| 1,1,1-トリフルオロエタン（HFC-143a）                     | 4,470                     | 3,800                    |
| 1,2-ジフルオロエタン（HFC-152）                          | 53                        | 新規                     |
| 1,1-ジフルオロエタン（HFC-152a）                         | 124                       | 140                      |
| フルオロエタン（HFC-161）                                | 12                        | 新規                     |
| 1,1,1,2,3,3,3-ヘプタフルオロプロパン（HFC-227ea）        | 3,220                     | 2,900                    |
| 1,1,1,3,3,3-ヘキサフルオロプロパン（HFC-236fa）          | 9,810                     | 6,300                    |
| 1,1,1,2,3,3-ヘキサフルオロプロパン（HFC-236ea）          | 1,370                     | 新規                     |
| 1,1,1,2,2,3-ヘキサフルオロプロパン（HFC-236cb）          | 1,340                     | 新規                     |
| 1,1,2,2,3-ペンタフルオロプロパン（HFC-245ca）            | 693                       | 560                      |
| 1,1,1,3,3-ペンタフルオロプロパン（HFC-245fa）            | 1,030                     | 新規                     |
| 1,1,1,3,3-ペンタフルオロブタン（HFC-365mfc）             | 794                       | 新規                     |
| 1,1,1,2,3,4,4,5,5,5-デカフルオロペンタン（HFC-43-10mee） | 1,640                     | 1,300                    |
| パーフルオロメタン（PFC-14）                             | 7,390                     | 6,500                    |
| パーフルオロエタン（PFC-116）                            | 12,200                    | 9,200                    |
| パーフルオロプロパン（PFC-218）                          | 8,830                     | 7,000                    |
| パーフルオロシクロプロパン                               | 17,340                    | 新規                     |
| パーフルオロブタン（PFC-3-1-10）                         | 8,860                     | 7,000                    |
| パーフルオロシクロブタン（PFC-318）                      | 10,300                    | 8,700                    |
| パーフルオロペンタン（PFC-4-1-12）                       | 9,160                     | 7,500                    |
| パーフルオロヘキサン（PFC-5-1-14）                       | 9,300                     | 7,400                    |
| パーフルオロデカリン（PFC-9-1-18）                       | 7,500                     | 新規                     |
| 六フッ化硫黄                                             | 22,800                    | 23,900                   |
| 三フッ化窒素                                             | 17,200                    | 新規                     |

上記の表以外の物質の GWP(100) として、イギリスの政府が水素のGWPを試算しWGPを11±5とした。水素自体は温室効果ガスではないが、メタンやオゾンなどと反応すると反応熱を発し、それによりGWPを上昇させる。

## 排出状況
世界の主要国の排出量は、2010年時点で二酸化炭素に換算して約434億トン（LUCFを除く）だったが、2019年には481億トン（LUCFを除く）に達している。2010年時点での各国の排出量は、中国 (26.4 %) が一番多く、それにアメリカ (12.5 %)、インド (7.1% )、ロシア (5.1 %)、日本 (2.4 %)、ブラジル (2.2 %)、インドネシア (2.1 %)、イラン (1.9 %) 、ドイツ (1.6 %)、カナダ (1.5 %)と続く。
| 国名＼年     | 1990  | 1995  | 2000  | 2005  | 2010  | 2015  | 2019  | 2020  | 割合  |
| ------------ | ----- | ----- | ----- | ----- | ----- | ----- | ----- | ----- | ----- |
| 世界計       | 30614 | 31890 | 34165 | 38938 | 43387 | 46085 | 48117 | 47513 | 100 % |
| 中国         | 3240  | 4309  | 4569  | 7267  | 10219 | 11818 | 12705 | 12943 | 27.2% |
| アメリカ     | 5834  | 6147  | 6787  | 6753  | 6427  | 6082  | 6001  | 5505  | 11.6% |
| インド       | 1220  | 1441  | 1697  | 1940  | 2534  | 3065  | 3395  | 3201  | 6.7%  |
| ロシア       | 3015  | 2286  | 2176  | 2279  | 2285  | 2287  | 2477  | 2331  | 4.9%  |
| 日本         | 1182  | 1277  | 1277  | 1288  | 1235  | 1270  | 1167  | 1095  | 2.3%  |
| ブラジル     | 590   | 676   | 768   | 891   | 991   | 1095  | 1057  | 1065  | 2.2%  |
| インドネシア | 476   | 587   | 666   | 706   | 769   | 850   | 1002  | 976   | 2.1%  |
| イラン       | 325   | 426   | 527   | 669   | 782   | 844   | 894   | 845   | 1.8%  |
| ドイツ       | 1 128 | 1 033 | 958   | 923   | 880   | 844   | 750   | 693   | 1.5％ |
| カナダ       | 540   | 580   | 645   | 691   | 670   | 704   | 737   | 678   | 1.4％ |

また、国連の下部機関であるUNFCCC（国連気候変動枠組条約）事務局の集計結果が、温室効果ガスインベントリにて公表されている。
参考：2010年の国の温室効果ガス排出量リスト
日本における温室効果ガスの排出量は、2007年度に過去最高（二酸化炭素に換算して13億7400万トン）を記録した。その後、リーマン・ショックの影響で、2008年度、2009年度と二年連続で排出量は前年度の水準を下回った。2011年の福島第一原子力発電所事故の発生後、電源構成が原子力から火力に変化したため、2011年度、2012年度と二年連続で排出量は前年度の水準を上回った。

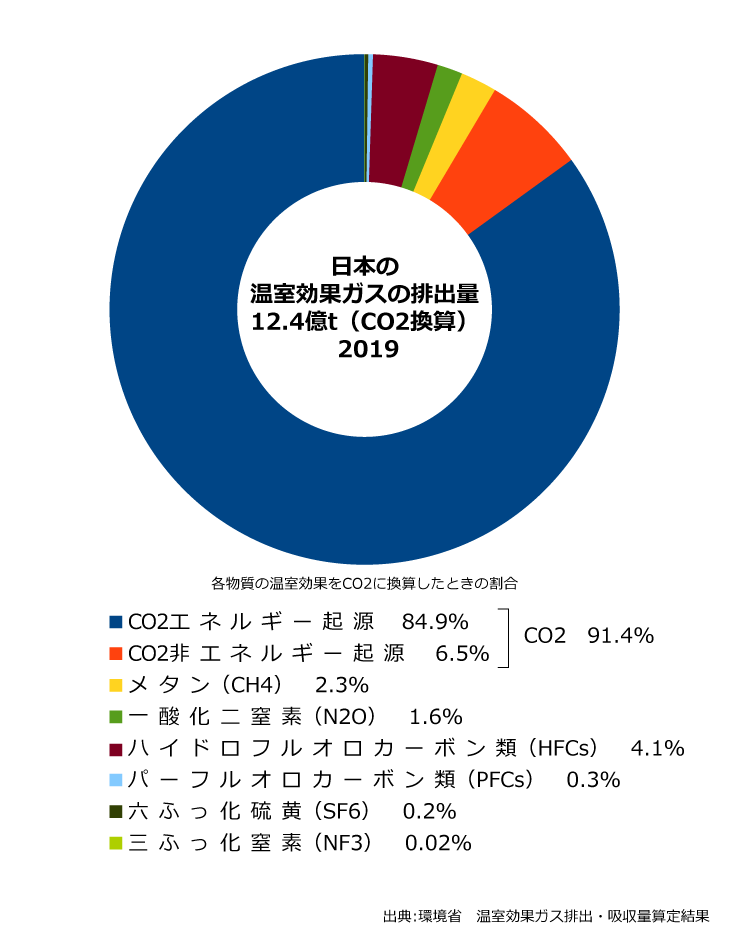
日本の温室効果ガス各物質の割合（2019）

詳細な数値は、日本国温室効果ガスインベントリにおいて公表されている。これは日本から正式に気候変動枠組条約締約国会議（UNFCCC事務局を通じて）に提出されている値である。

温室効果ガスの排出元は、2020年度実績で、電気・熱分配前の値で、エネルギー転換部門が約40 %、産業部門が約24 %、運輸部門が約17 %、非エネルギー部門が約7 %、業務その他が約6 %、家庭部門が約5 %となっている。日本の温室効果ガス物質の2位（CO2換算で全体の2.3 %)であるメタンについては、2015年度の実績で稲作が44 %、消化器官内発酵が約23 %、固形廃棄物の処分が約10 %、家畜排泄物の管理が約7 %、燃料の燃焼が約5 %、その他が約10 %の順となっている。